# 웰빙! 맛사냥
웰빙! 맛사냥은 2005년 8월 29일부터 2007년 6월 22일까지 SBS에서 방영된 시사 및 교양프로그램이다.

## 기획 의도
맛있고 몸에 이로운 웰빙음식들을 선보이는 프로그램이다.